# در میان کلاغ‌ها
در میان کلاغ‌ها (به انگلیسی: Among Ravens) فیلمی محصول سال ۲۰۱۴ و به کارگردانی راسل فریدنبرگ و رندی ردرود است. در این فیلم بازیگرانی همچون ایمی اسمارت، جاشوآ لنرد، کریستین کمبل، ویکتوریا اسمورفیت، ناتالی ایمبرولیا، ویل مک‌کورمک، جانی سیکوویا و راسل فریدنبرگ ایفای نقش کرده‌اند.